# Lenka (district de Rimavská Sobota)
Lenka (hongrois : Sajólenke) est un village de Slovaquie situé dans la région de Banská Bystrica.

## Histoire
La première mention écrite du village date de 1323.
La localité fut annexée par la Hongrie après le premier arbitrage de Vienne le 2 novembre 1938. En 1938, on comptait 273 habitants dont 5 d'origine juive. Elle faisait partie du district de Tornaľa (hongrois : Tornaljai járás). Le nom de la localité avant la Seconde Guerre mondiale était Lenka/Lenke. Durant la période 1938 - 1945, le nom hongrois Sajólenke était d'usage. À la libération, la commune a été réintégrée dans la Tchécoslovaquie reconstituée.

## Démographie

### Évolution de la population
| Année:               | 1994. | 2004.    | 2014.   | 2024.   |
| -------------------- | ----- | -------- | ------- | ------- |
| Nombre de personnes: | 216   | 194      | 187     | 204     |
| Différence:          |       | -10,18 % | -3,60 % | +9,09 % |

| Année:               | 2023. | 2024. |
| -------------------- | ----- | ----- |
| Nombre de personnes: | 200   | 204   |
| Différence:          |       | +2 %  |